# Мухаммед II (Омеяд)
Мухаммед II (*д/н — 27 липня 1010) — 4-й халіф Кордови у 1009—1010 роки.

## Життєпис
Походив з династії Омеядів. Син Гішама бін Абдул Джаббар, правнук халіфа Абд-ар-Рахмана III. Народився у 977 році. Його батька було вбито у 1008 році за наказом одного з фаворитів халіфа Гішама II. Це спричинило перехід Мухаммеда в опозицію до влади.
У 1009 році скористався невдоволенням знаті й містян правлінням халіфа Гішама II, виступив проти нього, 15 лютого захопив владу, поваливши Гішама II. При цьому було пограбовано скарбницю халіфської резиденції Мадині аз-Захіри. Після цього оголосив себе халіфом з ім'ям аль-Махді. Але це спричинило боротьбу з берберами, на чолі яких став один з Омеядів Сулайман. Проти нього новий халіф відправив свого двоюрідного брата Абдул Джаббара, який змусив того тікати до річки Ебро. Також вдалося взяти під контроль Толедо.
Втім повсталих підтримали Санчо I, граф Кастилії. Мухаммед II виступив проти ворогів, але у битві Алколеа, неподалік від Толедо, зазнав важкої поразки від Сулаймана та його християнських союзників. Після цього втік до Толедо.
Спроби халіфа організувати спротив, проте вимушений був відступити з Кордови. У битві при Тебула 5 грудня 1009 року Мухаммед II зазнав нової поразки. В обмін на передачу земель в Каталонії Мухаммед II заручився підтримкою Рамона Бурреля, барселонського графа, який разом з вірними халіфу військами перемогли Сулаймана у битві при Абд аль-Бакрі й повернули Мухаммеда II до Кордови. Відразу влаштував репресії проти берберської знаті.
Втім халіф протримався декілька місяців, але після поразки від берберів у битві при Гвадіаро, його було повалено очільником слов'янської гвардії аль-Вадідом, після чого Мухаммеда II страчено. Слідом за цим відновлено на троні Гіршама II.